# Anthophora valga
Anthophora valga är en biart som först beskrevs av Johann Christoph Friedrich Klug 1845.  Anthophora valga ingår i släktet pälsbin, och familjen långtungebin. Inga underarter finns listade i Catalogue of Life.